# Alexander Braun
Pour les articles homonymes, voir Braun.
Alexander Karl (ou Carl) Heinrich Braun (prénom usuel : Alexander), né le 10 mai 1805 à Ratisbonne et mort le 29 mars 1877 à Berlin, est un botaniste et illustrateur naturaliste bavarois.

## Biographie
De 1824 à 1827 Braun étudie la médecine et les sciences naturelles, particulièrement la botanique, à Heidelberg. Il y établit avec Karl Friedrich Schimper, Louis Agassiz et Georg Engelmann des contacts qu'il maintiendra toute sa vie. En 1830 il devient membre de la Leopoldina. Il poursuit ses études à Munich (jusqu'en 1831) puis à Paris (1832).
Il enseigne la botanique à Fribourg-en-Brisgau de 1846 à 1850 et est en même temps directeur du jardin botanique de la ville (de) ; en 1850 il est nommé professeur de botanique à l'université de Giessen, avant d'obtenir une chaire de botanique à l'université de Berlin et d'y diriger le jardin botanique de 1851 à 1877. En 1869, il est membre fondateur de la Société berlinoise d'anthropologie, d'ethnologie et de préhistoire ; il en sera le vice-président jusqu'à sa mort. Il est le beau-frère de Louis Agassiz et le beau-père de Georg Heinrich Mettenius.
Paul Rohrbach est l'un de ses élèves.

## Contributions
Profondément influencé par la Naturphilosophie, il étudie la morphologie végétale, devient l'un des principaux représentants de la morphologie comparative, définit en 1831 la théorie de la phyllotaxie en spirale et établit le lien entre cette dernière et la suite de Fibonacci. Il continue ainsi le travail de Karl Friedrich Schimper.
Ses recherches au microscope sur les cryptogames sont à la source d'importantes contributions à la théorie cellulaire.
Braun était un partisan du vitalisme.

## Publications
Braun a écrit en allemand et en latin.

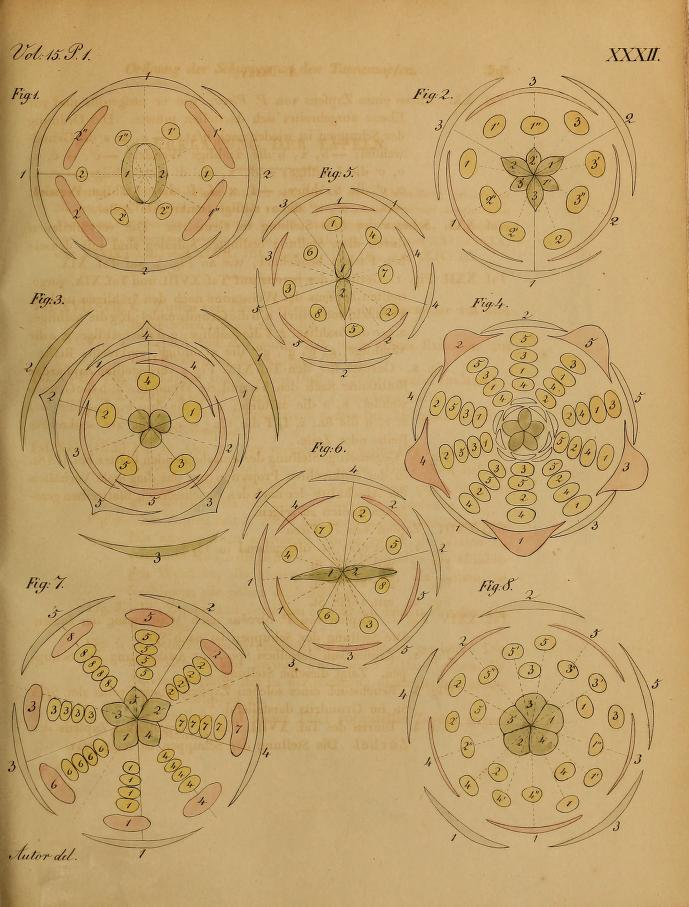
Étude du cône du sapin commun (Abies alba), dessin de Braun, planche de son article de 1831

- 1831 : Vergleichende Untersuchung über die Ordnung der Schuppen an den Tannenzapfen als Einleitung zur Untersuchung der Blattstellung überhaupt — D'abord paru dans les Nova acta physico-medica de la Leopoldina
- 1842 : Nachträgliche Mitteilungen über die Gattungen Marsilia und Pilularia
- 1849–50 : Betrachtungen über die Erscheinung der Verjüngung in der Natur, insbesondere in der Lebens- und Bildungsgeschichte der Pflanze — Rapprocher de Versuch die Metamorphose der Pflanzen zu erklären (de) de Goethe
  - (en) The phenomenon of rejuvenescence in nature, especially in the life and development of plants, trad. Arthur Henfrey (en), dans Arthur Henfrey (dir.), Botanical and physiological memoirs, consisting of I. The phenomenon of rejuvenescence in nature…, 1853
- 1852 : Über die Richtungsverhältnisse der Saftströme in den Zellen der Characeen
- 1853 : Das Individuum der Pflanze in seinem Verhältnis zur Spezies : Generationsfolge, Generationswechsel und Generationstheilung der Pflanze
- 1854 : Über den schiefen Verlauf der Holzfaser und die dadurch bedingte Drehung der Stämme
- 1854 : Über einige neue und weniger bekannte Krankheiten der Pflanzen, welche durch Pilze erzeugt werden — Avec des articles de Robert Caspary et d'Anton de Bary
- 1855 : Algarum unicellularium genera nova et minus cognita, praemissis observationibus de algis unicellularibus in genere
- 1855 : Über den Zusammenhang der naturwissenschaftlichen Disziplinen unter sich und mit der Wissenschaft im Allgemeinen — Discours à l'université de Berlin, 14 mars 1855
- 1856 : Über Chytridium, eine Gattung einzelliger Schmarotzergewächse auf Algen und Infusorien
- 1857 : Über Parthenogenesis bei Pflanzen — La parthénogenèse chez les plantes
- 1860 : Über Polyembryonie und Keimung von Caelebogyne — Supplément au travail  de 1857 sur la parthénogenèse
- 1862 : Über die Bedeutung der Morphologie
- 1862 : Zwei deutsche Isoetesarten
- 1863 : Über Isoetes
- 1865 : Beitrag zur Kenntnis der Gattung Selaginella
- 1865 : Ansprache bei der Eröffnung des Semesters am 15. October 1865…
- 1867 : Die Characeen Afrikas — Les Characeae d'Afrique
- 1867 : Conspectus systematicus characearum europaearum
- 1867 : Über Schweinfurthia, eine neue Gattung von Scrophulariaceen
- 1869 : Eine neue in Neuseeland entdeckte Art der Gattung Isoëtes — Une nouvelle espèce du genre Isoetes découverte en Nouvelle-Zélande
- 1870 : Neuere Untersuchungen über die Gattungen Marsilia und Pilularia
- 1870 : Die Eiszeit der Erde : Vortrag, gehalten im Januar 1866…
- 1872 : Nachträgliche Mitteilungen über die Gattungen Marsilia und Pilularia
- 1872 : Über die Bedeutung der Entwicklung in der Naturgeschichte
- 1875 : Botanische Abhandlungen aus dem Gebiet der Morphologie und Physiologie — Directeur de publication : Johannes von Hanstein (de)
  - En ligne : vol. 2
- 1876 : Bemerkungen über einige Cycadeen
- 1877 : Die Pflanzenreste des ägyptischen Museums in Berlin[3]
- 1881 : Fragmente einer Monographie der Characeen — Posthume. Directeur de publication : Otto Nordstedt

### Liste d'articles
- Actes de la Leopoldina, mai 1877